# 卡利尼夫卡 (奇卡洛韋市鎮)
47°7′19″N 34°37′30″E / 47.12194°N 34.62500°E
卡利尼夫卡（烏克蘭語：Калинівка）是位於烏克蘭東南部的村莊，由扎波羅熱州梅利托波爾區的奇卡洛韋市鎮負責管轄。該村始建於1922年，面積1.11平方公里，海拔高度75米，2001年人口617，人口密度每平方公里555.9人。